# ムン・ミョンファ
ムン・ミョンファ（ハングル:문명화、ラテン翻記:Moon Myoung-Hwa、1995年9月4日 - ）は、大韓民国の女子バレーボール選手。元大韓民国代表。

## 来歴
釜山広域市出身。実母はバレーボール実業団チームで活躍した元選手のキム・ヨンヒ。南星女子高校（韓国語版）1年までは高身長が嫌でコンプレックスを持つ平凡な学生だったという。同校バレーボール部監督のユン・ジョンヒェは実母のキム・ヨンヒとは先輩後輩の間柄で、偶然に見かけたミョンファを「何としてでもバレーボール選手にしなければ」と決意したという。ミョンファは「他人の人生に干渉しないで」とバレーボール選手になることを頑なに拒否し続けたが、度重なる説得についに応じて1年生の冬からバレーボールを始め、学業を1年休んで徹底した基礎練習に明け暮れた。
2014年9月12日に行われたVリーグドラフト会議で、1巡目4番でKGC人参公社に指名され、入団が決定した。後日、ミョンファはユン・ジョンヒェ監督を訪れて「人生が変わった。すべては先生のおかげ」と謝意を捧げた。
ミョンファの憧れの選手は、同ポジション、同郷で高校の先輩でもあるシニア代表のヤン・ヒョジン（現代建設ヒルステート所属）。2014年11月2日、憧れのヒョジンと対戦する日が来た。第1セット途中出場するや、ブロックポイントで得点をあげた。この試合ではこの1得点で終わった。ミョンファは「得点より、ヒョジン姉さんの目の前でプレーしているのが不思議な気分だった。全然動けなかった」と述べているが、第2ラウンド以降はレギュラーとして活躍した。KGC監督のイ・ソンヒは「今年の新人で、レギュラーとして活躍したのは（新人王を獲得した）イ・チェヨンとミョンファだけだ。記録に表れにくいミドルブロッカーで損な面もあるが、チーム貢献度ではイ・チェヨンに勝るとも劣らない」と最大級の賛辞を呈した。
2015年5月にフィリピンで開催されたアジアU-23選手権に出場し、銅メダル獲得に貢献した。同年の2015年のワールドカップでは、出場登録20名に名を連ねた。
2017年6月、KGCとGSカルテックスの2対2の交換トレードによりGSカルテックスに移籍が決定した。
2024年、GSカルテックスを退団。実業団チームの大邱市役所に加入した。

## 球歴
- シニア代表 - 2015年-
- U23代表
  - アジアU-23バレーボール選手権 - 2015年（銅メダル）

## 所属チーム
- 南星女子高校（韓国語版）
- KGC人参公社（2014-2017年）
- GSカルテックス（2017-2024年）
- 大邱市役所（2024年-）

## 個人成績
韓国Vリーグレギュラーラウンドにおける個人成績は下記の通り。
| シーズン | 所属 | 出場 | 出場   | アタック | アタック | アタック | アタック | ブロック | ブロック | サーブ | サーブ | サーブ | サーブ | レセプション | レセプション | 総得点 | 備考 |
| -------- | ---- | ---- | ------ | -------- | -------- | -------- | -------- | -------- | -------- | ------ | ------ | ------ | ------ | ------------ | ------------ | ------ | ---- |
| シーズン | 所属 | 試合 | セット | 打数     | 得点     | 決定率   | 効果率   | 決定     | /set     | 打数   | エース | 得点率 | 効果率 | 受数         | 成功率       | 総得点 | 備考 |
| 2014/15  | KGC  | 28   | 101    | 118      | 35       | 29.66%   | %        | 48       | 0.48     | 228    | 17     | 0.17   | %      |              | %            | 100    |      |
| 2015/16  | KGC  | 30   | 115    | 182      | 54       | 29.67%   | %        | 59       | 0.51     | 230    | 8      | 0.07   | %      |              | %            | 121    |      |